# 烏瑟林湖
53°20′28″N 12°58′10″E / 53.34111°N 12.96944°E

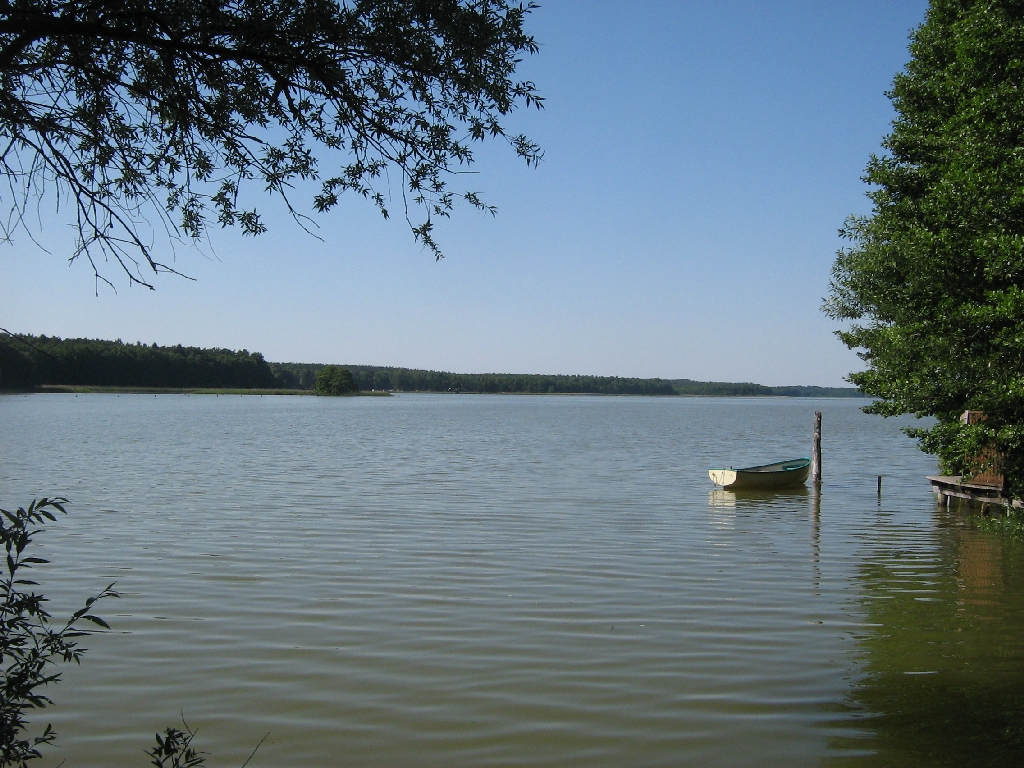

烏瑟林湖是德國的湖泊，位於大拉布湖以北，由梅克倫堡-前波莫瑞負責管轄，長5.2公里、寬0.95公里，面積3.6平方公里，海拔高度59.4米，最大水深10米。